# Симон I (граф Текленбурга)

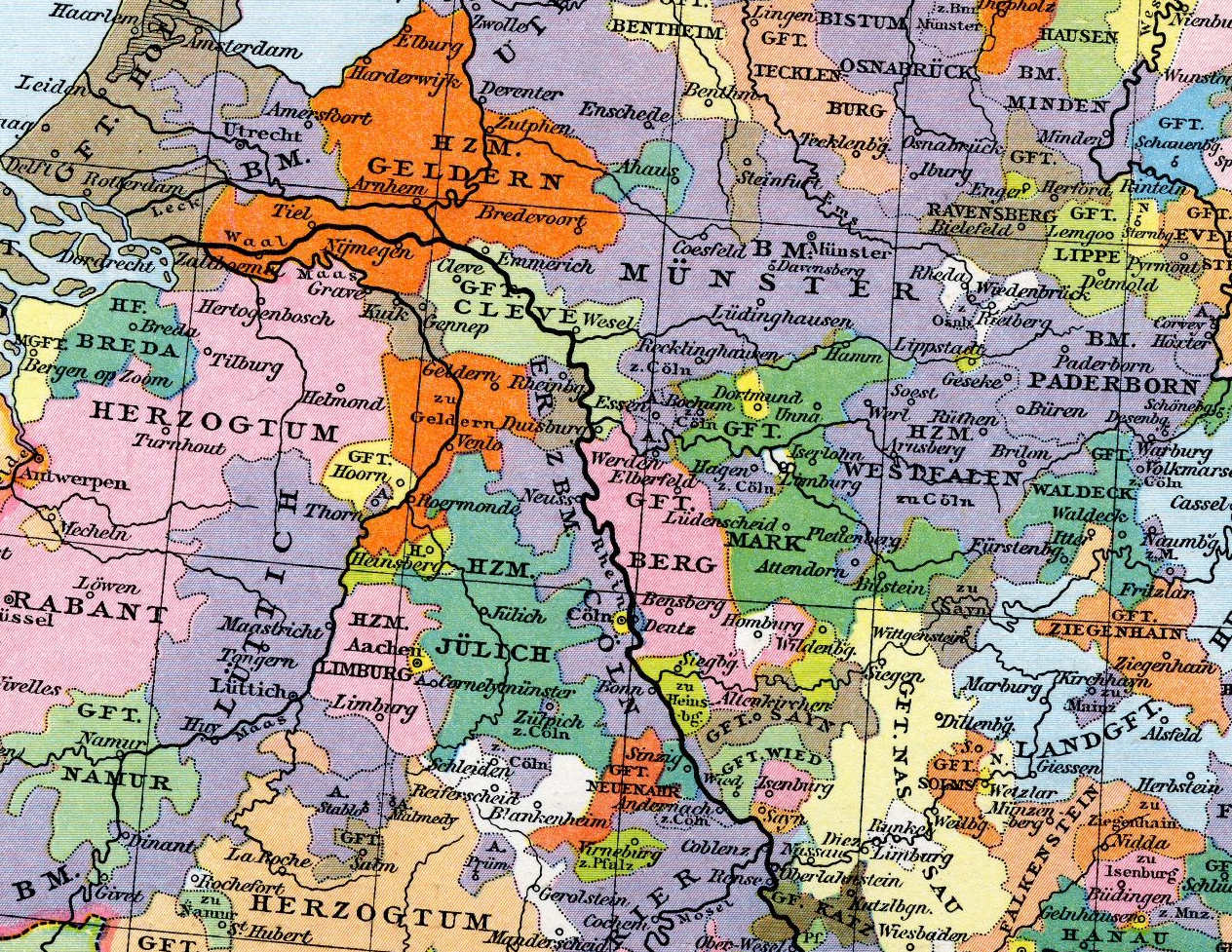
Графство Текленбург (сверху светло-коричневым)

Симон I (нем. Simon I. von Tecklenburg; ок. 1145 — 8 августа 1202) — граф Текленбурга с 1156 года. Сын Генриха I фон Текленбурга и Айлики (Хайлвиги) Ольденбургской.
В 1173 году отказался от фогства в Мюнстере в пользу епископов, что ускорило формирование Мюнстерского епископства как княжества. Взамен получил фогство в Метелене.
Во главе отряда участвовал в войнах, которые Фридрих Барбаросса вёл в Саксонии, Гольштейне, Италии, и в Третьем крестовом походе.
Выступил против Генриха Льва, но 1 августа 1179 года во Второй битве при Халерфельде попал к нему в плен и был вынужден признать себя его вассалом.
С 1182 года фогт Оснабрюка. В 1184 году признал себя вассалом кёльнских архиепископов (как герцогов Вестфалии).
В 1189 году получил в лен от епископа Падерборна сеньорию Иббенбюрен.
С 1201 года гофканцлер императора Оттона IV.
Убит 8 августа 1202 года в результате феодальной войны с графами Равенсберга. В компенсацию за это его сыновья получили ленные владения Равенсбергов в архиепископствах Кёльна и Бремена и епископстве Падербонн.
Симон I похоронен в монастыре Мальгартен в Оснабрюке.

## Семья
Жена — Ода фон Берг-Альтена (ок. 1150—1224), дочь графа Эберхарда I фон Альтена-Берг. Дети:
- Хейлвига, умерла в младенчестве
- Ода (ок. 1180 — 5 апреля 1221), муж — Герман II цур Липпе
- Иоганн (ок. 1181—1198)
- Оттон I (ок. 1185 — 11 сентября 1263), граф Текленбурга
- Генрих II (ок. 1186—1226), граф Текленбурга
- Адольф (ок. 1187 — 30 июня 1224), с 1216 епископ Оснабрюка.